# Cinco Ribeiras
Cinco Ribeiras – parafia (freguesia) gminy Angra do Heroísmo. W 2011 miejscowość była zamieszkiwana przez 704 mieszkańców.